# RSh-12.7左轮手枪
RSh-12.7（俄语：РШ-12.7；全寫：俄语：，意為：12.7 毫米突擊左輪手槍）是一款由俄罗斯圖拉KBP儀器設計局旗下的運動及狩獵武器中央設計研究局（TsKIB SOO）研發生产的12.7毫米（.50英吋）大口徑左轮手枪，是一種適用於近身距離作戰及城市作戰的武器，发射12.7×55毫米俄羅斯口徑步枪子彈。
研製該槍的目的是為了向諸如聯邦安全局等執法機關的特種部隊單位提供一款適用在城市環境對付全副武裝的有組織犯罪團伙和恐怖分子的武器。從命名編號來看，RSh-12.7與ShAK-12（前稱：ASh-12.7）為配套關係，兩者均使用相同的子彈。該槍最先在2011年底與ShAK-12.7一同亮相。

## 歷史
RSh-12.7的原型誕生於2000年代初，它是由俄罗斯圖拉KBP儀器設計局旗下的運動及狩獵武器中央設計研究局（TsKIB SOO）所研發，並發射與ShAK-12.7突击步枪相同的12.7×55毫米大口徑亞音速步枪子彈。
2014年，在圖拉KBP儀器設計局舉辦的槍械展覽會上，KBP儀器設計局展出了RSh-12.7大口徑左輪手槍。由於採用與別不同的12.7×55毫米大口徑亞音速步枪子彈，這款大型左輪手槍十分引人注目。

## 概要
RSh-12.7發射的彈藥是與KBP儀器設計局旗下的運動及狩獵武器中央設計研究局所研發生产的ShAK-12.7犢牛式突击步枪和VKS犢牛式消聲狙擊步槍相同的12.7×55毫米俄羅斯口徑步枪子彈。從ShAK-12.7與VKS已被俄羅斯聯邦安全局用於裝備反恐特種部隊這個事實來看，外界推斷RSh-12.7是要作為與上述武器配套的佩槍而研製，不過該槍還是有著許多未解之謎。
事實上在2014年以前KBP儀器設計局舉辦的槍械展覽會上，亦曾出現一把整體造型與型號不同但是細節卻與RSh-12.7非常相似的槍械，故不排除在2014年展出的RSh-12.7有可能是先前槍械的最後階段量產型號。

## 設計細節
旋轉結構複雜的RSh-12.7是一款具有堅固的金屬底把和向左擺出5發弹巢的左輪手槍。受益於其設計上的一些特別元素（例如槍管軸線位於轉輪軸線之下、從彈巢最下方的膛室射擊而非從彈巢最上方的膛室射擊，以及符合人體工程學的握把等），反而令RSh-12.7並不比其他許多左輪手槍和手槍的口徑為大。就像許多發射大威力子彈的左輪手槍一樣，RSh-12.7具備經強化的槍管隔熱罩，並在槍管上方的轉輪座部分採用鏤空設計，這可令其充當槍管散熱肋條，有助於減輕武器質量。
其機械瞄具為缺口式照門及片狀準星。在槍管的頂部以及底部均裝上了MIL-STD-1913戰術導軌分別用以安裝光學瞄準鏡、紅點鏡、全息瞄準鏡、夜視鏡或熱成像儀以及各種戰術燈、雷射瞄準器和其他戰術配件。

### 槍管
與意大利齊亞帕「犀牛」相似的是，RSh-12.7是一款將槍管軸線對準了彈巢最下方的膛室而非彈巢最上方的膛室的「下管式」左輪手槍，比大多數其他的左輪手槍都要低。這樣設計也意味著它是從彈巢最下方的膛室射擊，而非從彈巢最上方的膛室射擊。這種設計的優點是使槍管軸線最大限度地與射手持槍手的虎口高度相同，降低肩部可感受到的後座力以及因而造成的槍管震盪。
在射擊時，通過引導其後座力，使後座力幾乎正直地作用於射手手腕上的虎口部位，而非向上；加上RSh-12.7本身的重量較高，故有助於大幅降低射擊時產生的槍口上揚。儘管這種槍管軸線位於轉輪軸線下方的設計並非RSh-12.7首創，考慮到RSh-12.7發射.50口徑步枪子彈，採用這一設計讓人感到用意之深。在其槍管上部可見鏤空有四個長圓形冷卻孔（散熱肋條）。

### 多邊形彈巢
根據官方公開的數據，該槍的彈巢裝彈數為5發，而且與意大利齊亞帕「犀牛」相似的是，RSh-12.7的轉輪亦有另一個顯著的與普通左輪手槍不同的特點：其彈巢的外觀為具有棱柱頂點表面的尖銳變形多邊形形狀，而非圆柱体形（而且不帶有明顯的圓角）。多邊形轉輪彈膛的設計是為了降低武器在隱蔽攜帶用途方面的輪廓，亦減輕了轉輪本身的質量，相應也減少了其扳機扣力。
而且，該槍的彈巢採用了向左側擺出的方式，相對於傳統型左輪手槍而言，雖然在許多情況下採用「下管式」機構的左輪手槍類型都採用了向上打開彈巢的中折型結構，從照片所見的RSh-12.7的彈巢還是與常見的現代左輪手槍一樣，彈巢是從槍身左側向下擺出。
目前對於擊錘機構方面的資料仍沒有詳細描述，官方亦沒有描述其有任何特別之處。

### 附件
RSh-12.7的槍管頂部和底部均設置了與槍管部的總長度接近相同的長度、與皮卡汀尼導軌非常相似的附件安裝導軌。
該左輪手槍還具有三件專屬附件：
- 可拆卸式摺疊槍托
- 槍管底部可拆卸式手柄
- 戰術消聲器

## 彈藥
RSh-12.7左輪手槍發射的彈藥為12.7×55毫米亞音速步枪子彈，全彈總長度為97毫米（3.82英吋）。除了與VKS和ShAK-12.7通用的SC-130／STs-130（俄语：СЦ-130）標準狙擊彈以外，RSh-12.7還可發射：
- PS-12A（俄语：ПС-12А）：輕質彈
- PD-12（俄语：ПД-12）：雙頭彈
- PS-12（俄语：ПС-12）：實心彈
- PS-12B（俄语：ПС-12Б）：穿甲弹

## 登場作品

### 電子遊戲
- 2023年—《決勝時刻：現代戰爭III 2023》：命名為“TYR”。

## 外部連結
- （英文）—The Firearm Blog－Meet The RSh-12: The Most Powerful Revolver in The World is Russian（页面存档备份，存于）
- （英文）—Meet The RSh-12: The Most Powerful Revolver in The World is Russian（页面存档备份，存于）
- （英文）—English Russia－Most Powerful Revolver Pistol（页面存档备份，存于）
- （俄文）—army-news.ru＞Штурмовой револьвер РШ-12 из Тулы（页面存档备份，存于）
- （俄文）—Револьвер штурмовой РШ-12 (12,7 мм)
- （俄文）—Револьвер РШ-12: «слонобой» из Тулы » Военное обозрение（页面存档备份，存于）
- （简体中文）—人民网－俄制RSh－12型左轮手枪曝光
- （简体中文）—新华网－组图：俄制RSh-12型左轮手枪曝光 Archive.today的存檔，存档日期2015-01-31